# Heartbeat Song
„Heartbeat Song” − singel amerykańskiej piosenkarki Kelly Clarkson  zapowiadający jej siódmy album studyjny Piece by Piece (2015). Utwór został napisany przez Mitcha Allana, Audrę Mae, Karę DioGuardi i Jasona Evigan, a wyprodukowany przez Grega Kurstina. Piosenka została wydana 12 stycznia 2015 roku i zadebiutowała na 37 pozycji amerykańskiego notowania Billboard Hot 100.

## Lista utworów
CD Single
1. „Heartbeat Song” - 3:18
2. „Heartbeat Song” - 3:16 (Lenno Remix)

Digital download – Didrick Remix
1. „Heartbeat Song” (Didrick Remix) - 3:15

Digital download – The Remixes EP
1. „Heartbeat Song” (Lenno Remix) - 3:17
2. „Heartbeat Song” (Dave Audé Radio Mix) - 3:48
3. „Heartbeat Song” (Frank Pole Radio Mix) - 3:24
4. „Heartbeat Song” (Nebuer Remix) - 3:56
5. „Heartbeat Song” (Ikon Radio Mix) - 3:18
6. „Heartbeat Song” (Skrux Remix) - 4:34

## Wydanie i promocja
7 stycznia 2015 roku Kelly Clarkson za pośrednictwem Twittera zapowiedziała wydanie singla „Heartbeat Song”. Utwór zapowiadał siódmy album studyjny artystki, Piece by Piece. Singel „Heartbeat Song” ukazał się 12 stycznia. Premiera telewizyjna nastąpiła 16 lutego w brytyjskim programie Loose Women oraz 20 lutego w The Graham Norton Show. 2 marca Clarkson wykonała utwór w programie The Tonight Show Starring Jimmy Fallon oraz 3 marca w Good Morning America. 29 marca Clarkson zaśpiewała singel podczas gali muzycznej iHeartRadio Music Awards, natomiast 1 kwietnia wystąpiła z singlem w programie telewizyjnym American Idol.

## Teledysk
Oficjalny teledysk do singla „Heartbeat Song” miał premierę 5 lutego na Vevo i został wyreżyserowany przez Marca Klasfelda. Obraz pokazuje ludzi samotnych, którzy odnajdują partnera swoich marzeń. W klipie widać także sceny pokazujące wokalistkę śpiewającą utwór.

## Pozycje na listach i certyfikaty
| Notowanie (2015)                            | Najwyższa pozycja |
| ------------------------------------------- | ----------------- |
| Australia (ARIA Singles)                    | 29                |
| Austria (Ö3 Austria Top 40                  | 8                 |
| Czechy (Singles Digital Top 100)            | 12                |
| Hiszpania (Single Top 50)                   | 36                |
| Holandia (Dutch Top 40)                     | 3                 |
| Irlandia (Single Top 100)                   | 23                |
| Kanada (Canadian Hot 100)                   | 25                |
| Korea Południowa (Gaon)                     | 7                 |
| Niemcy (Single Chart)                       | 16                |
| Nowa Zelandia (Recorded Music NZ)           | 21                |
| Polska (AirPlay – Top)                      | 10                |
| Słowacja (Single Digital Top 100)           | 19                |
| Szkocja (Top 100 Scottish Singles)          | 3                 |
| Szwajcaria (Singles Top 75)                 | 24                |
| Szwecja (Singles Top 60)                    | 20                |
| USA (Billboard Adult Contemporary)          | 2                 |
| USA (Billboard Adult Pop Songs)             | 6                 |
| USA (Billboard Hot 100)                     | 21                |
| USA (Billboard Dance Club Songs)            | 1                 |
| Wielka Brytania (Official Singles Chart UK) | 7                 |

| Kraj/region       | Wydawca | Certyfikat | Źródło |
| ----------------- | ------- | ---------- | ------ |
| Australia         | ARIA    | Złoto      | [ 32 ] |
| Norwegia          | IFPI    | Złoto      | [ 33 ] |
| Stany Zjednoczone | RIAA    | Platyna    | [ 34 ] |
| Szwecja           | GLF     | Platyna    | [ 35 ] |
| Wielka Brytania   | BPI     | Srebro     | [ 36 ] |

| Kraj/region       | Wydawca | Certyfikat | Źródło |
| ----------------- | ------- | ---------- | ------ |
| Australia         | ARIA    | Złoto      | [ 32 ] |
| Norwegia          | IFPI    | Złoto      | [ 33 ] |
| Stany Zjednoczone | RIAA    | Platyna    | [ 34 ] |
| Szwecja           | GLF     | Platyna    | [ 35 ] |
| Wielka Brytania   | BPI     | Srebro     | [ 36 ] |